# Wolf Hamburger
Pour les articles homonymes, voir Hamburger (homonymie).
Wolf Lippmann (Abraham Benjamin) Hamburger dit Wolf Hamburger (26 janvier 1770, Fürth, Bavière, Allemagne-15 mai 1850, Fürth, royaume de Bavière est un talmudiste et rosh yeshiva allemand.

## Biographie
Wolf Hamburger est né le 26 janvier 1770 à Fürth, en Bavière, Allemagne. Il est le fils de Elieser Aron Lippmann Hamburg (-novembre 1771) et de Kreinle Niederwern (-7 juillet 1821). Il est l'époux de Rachel Miriam Hamburger. Ils ont 2 enfants: Karoline Kehla Arnstein et Wolf Hamburger,,,.